# Rhynchozoon longirostris
Rhynchozoon longirostris är en mossdjursart som först beskrevs av Walter Douglas Hincks 1881.  Rhynchozoon longirostris ingår i släktet Rhynchozoon och familjen Phidoloporidae. Inga underarter finns listade i Catalogue of Life.